# Grosse Melchaa
Die Grosse Melchaa (auch kurz Melchaa, schweizerdeutsch Aa für Ache) ist ein 18,5 km langer Zufluss des Sarnersees im Kanton Obwalden in der Zentralschweiz.

## Geographie

### Verlauf
Die Melchaa entsteht als Abfluss des Melchsees in dem Sommer- und Wintersportort Melchsee-Frutt. 
Sie fliesst durch das Melchtal in Richtung Norden. Auf der Höhe der Ortschaft Flüeli-Ranft verengt sich das Melchtal in die Ranftschlucht. Die Melchaa führt hier vorbei an den beiden Ranftkapellen des Niklaus von Flüe. Kurz danach fliesst die Melchaa in 100 m Tiefe unter der Hohen Brücke durch. 
Die Melchaa folgt schliesslich einem künstlich verschobenen Flussbett und mündet zwischen Sachseln und Sarnen in den Sarnersee. Ursprünglich floss die Melchaa am Ortsrand von Sarnen entlang und erst nördlich von Sarnen in die Sarner Aa. Aus Gründen des Hochwasserschutzes wurde der Verlauf des Flusses 1880 verlegt.

### Einzugsgebiet
Das 72,58 km² grosse Einzugsgebiet der Grossen Melchaa liegt in den Urner Alpen und wird durch sie über die Sarner Aa, die Reuss, die Aare und den Rhein zur Nordsee entwässert.
Es besteht zu 29,2 % aus bestockter Fläche, zu 44,3 % aus Landwirtschaftsfläche, zu 1,4 % aus Siedlungsfläche, zu 2,2 aus _Gewässerflächen und zu 22,8 % aus unproduktiven Flächen.
Die Flächenverteilung
Die mittlere Höhe des Einzugsgebietes beträgt 1558 m ü. M. Die höchste Erhebung ist der Rotsandnollen mit einer Höhe von 2700 m ü. M. im Südosten des Einzugsgebietes.

### Zuflüsse
- Cheselenbach (linker Quellbach)
- Bettenalpbach (rechter Quellbach)
- Wolfisalpbach (rechts)
- Waldmattgraben (rechts)
- Rüteligraben (rechts)
- Innenbach (links)
- Turrenbach (rechts)
- Tummlibach (links)
- Nünälpeligraben (links)
- Büelgraben (links)
- Diesselbach (rechts)
- Rismattbach (rechts)
- Siechenriedbach (rechts)
- Acherlibach (rechts)
- Buechischwandgraben (rechts)
- Wilerschwendigraben (links)
- Eistlibach (rechts)
- Teufibach (links)
- Teufibächli (links)
- Blattibach (rechts)
- Tuffgräben (links)
- Müllerenschwandgräbli (links)
- Zangggräbli (links)
- Selibach (links)
- Bründligraben (links)
- Vorderbrüggraben (links)
- Barfäldgräbli (links)
- Rosenfluegräbli (links)
- Juchgraben (links)
- Eigräbli (rechts)
- Türligraben (rechts)
- Hauetigraben (rechts)

## Hydrologie

### Abfluss
Bei der Mündung der Grossen Melchaa in den Sarnersee beträgt ihre modellierte mittlere Abflussmenge (MQ) 3,49 m³/s. Ihr Abflussregimetyp ist nival alpin und ihre Abflussvariabilität beträgt 18.

### Hochwasser 2005
Bei dem Hochwasser im August 2005 entstanden auch entlang des Laufs der Melchaa beträchtliche Schäden, so wurde eine Eisenbahnbrücke zerstört und eine 16 kV-Leitung ist in den Fluss gestürzt. Im Bereich Acherlibach ereignete sich eine grossräumige, tiefgründige Rutschung von rund 200'000 m³. Dabei wurde die Kantonsstrasse auf einer Länge von rund 30 m weggerissen. Rund ein Drittel des Materials wurde dabei bis in die Melchaa geschoben, die sich entsprechend aufstaute.

## Stromgewinnung

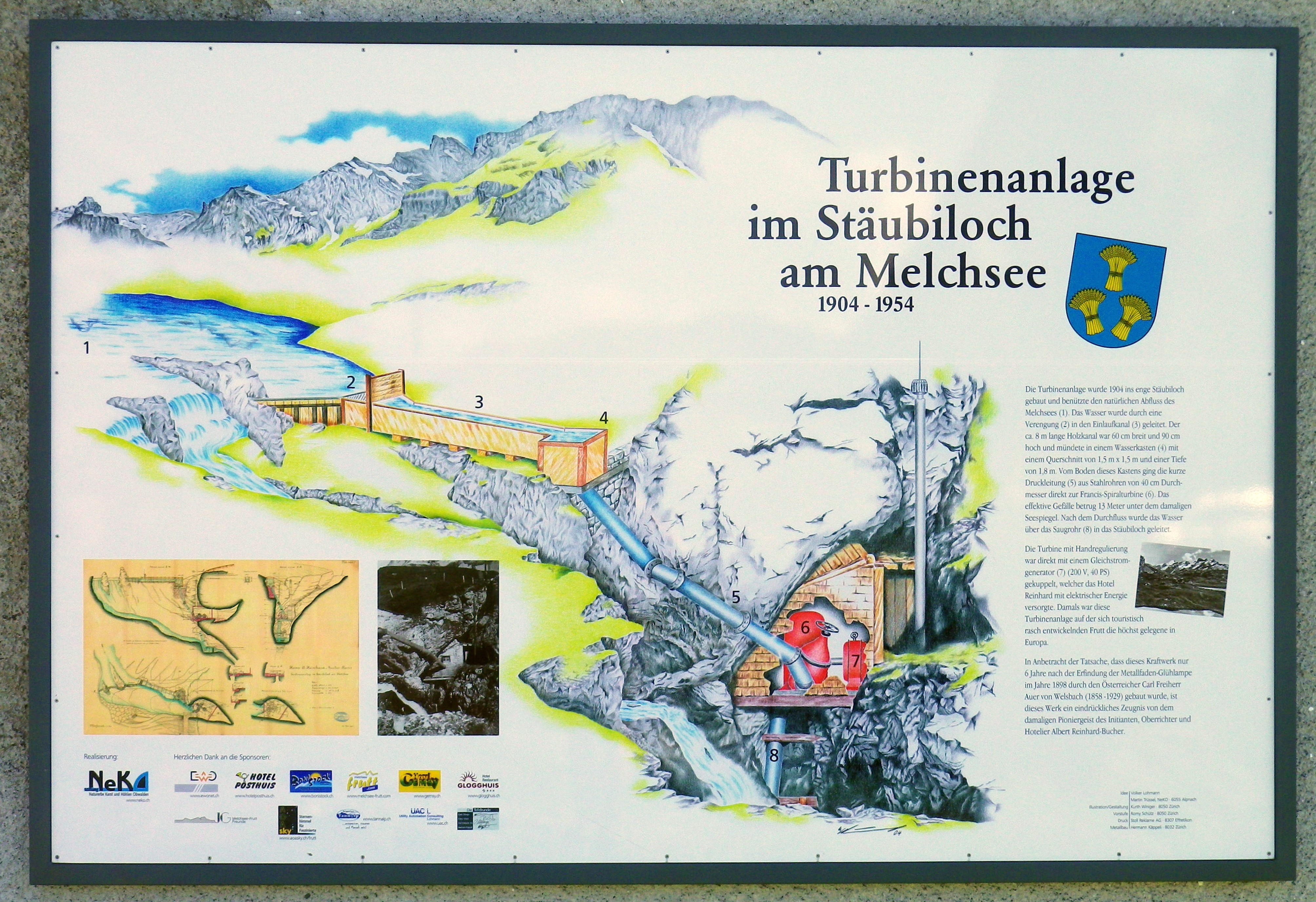
Informationstafel am Stäubiloch

Von dem Melchsee fliesst das Wasser zunächst durch eine Druckleitung in das 830 m tiefer gelegene Kraftwerk Hugschwendi und treibt dort zur Stromerzeugung zwei Peltonturbinen mit einer Abgabeleistung von je 7 MW an. Das Kraftwerk wurde 1957 in Betrieb genommen. Zuvor (seit 1904) wurde das Wasser des Melchsees durch die Turbinenanlage Stäubiloch genutzt. Ursprünglich floss das Wasser durch das Stäubiloch in eine Karsthöhle.
Bei der Ortschaft Melchtal wird die Melchaa durch eine kleine Staustufe (Wasserfassung) leicht angestaut. Der Grossteil des Wassers fliesst ab hier durch einen unterirdischen Stollen in das weiter südlich gelegene Kleine Melchtal und von dort aus durch einen Reservoirstollen in die Schwall- und Apparatekammer Marchgraben. Von dort gelangt das Wasser via Druckleitung in das Kraftwerk Unteraa, Giswil wo es vom Elektrizitätswerk Obwalden zu Strom turbiniert wird.